# Thomas Jonigk
Thomas Jonigk (* 4. März 1966 in Eckernförde) ist ein deutscher Schriftsteller und Dramaturg.

## Leben
Thomas Jonigk studierte Mediävistik, Neuere deutsche Literaturwissenschaft und Theaterwissenschaft an der Freien Universität Berlin. 1992 war Jonigk einer der Mitgründer der Produktionsgemeinschaft Theater Affekt.
Jonigk arbeitet als Regisseur an der Volksbühne Berlin, dem Wiener Schauspielhaus, dem Luzerner Theater und dem Schauspielhaus Zürich.
2006–2011 war er als Hausautor, Dramaturg und Leiter des Autorenlabors am Düsseldorfer Schauspielhaus engagiert. Von April 2009 bis Juni 2013 war er Hausautor und Dramaturg am Schauspielhaus Zürich. Momentan lebt und arbeitet Jonigk in München.
Jonigks Theaterstücke sind  vielfach übersetzt worden und wurden in den Niederlanden, Belgien, Frankreich, England, Russland, Polen, Spanien, Skandinavien, der Türkei, den Philippinen, Indien sowie den USA gespielt. Zur Spielzeit 2021/22 übernahm Jonigk die Chefdramaturgie am Schauspiel Köln.

## Werke (Auswahl)
Stücke
- Von blutroten Sonnen, die am Himmelszelt sinken – Uraufführung. Schauspiel Köln, 11. September 1994, Regie: Thirza Bruncken
- Du sollst mir Enkel schenken – Uraufführung. Schauspiel Bonn, 9. Oktober 1994, Regie: Stefan Bachmann
- Rottweiler – Uraufführung. Schauspielhaus Wien, 12. November 1994, Regie: Gerhard Willert Deutsche Erstaufführung. Bayerisches Staatsschauspiel München 1995, Regie: Amélie Niermeyer
- Täter – Uraufführung. Deutsches Schauspielhaus Hamburg, Dezember 1999, Regie: Christina Paulhofer Schweizer Erstaufführung: Theater Basel, Februar 2000, Regie: Stefan Bachmann
- Triumph der Schauspielkunst – Uraufführung. Maxim Gorki Theater im Schiller Theater, 21. Januar 2000, Regie: Erich Sidler
- Jupiter – Uraufführung. Theater Freiburg, 6. Juni 2003, Regie: Kranz/Nordalm
- Die Elixiere des Teufels – Uraufführung. Stadttheater Gießen, 27. September 2003, Regie: Axel Richter
- Ach! – Uraufführung. Berliner Schaubühne am Lehniner Platz, F.I.N.D. Festival, Januar 2004, Regie: Michel Didym
- Liebe Kannibalen Godard – Uraufführung. Luzerner Theater, 31. März 2006, Regie: Thomas Jonigk Deutsche Erstaufführung: Thalia Theater Hamburg, November 2006, Regie: Stefan Bachmann
- Hörst du mein heimliches Rufen – Uraufführung. Schauspiel Frankfurt, 16. September 2006, Regie: Tina Lanik
- Was damals wirklich geschah – Uraufführung. Schauspielhaus Bochum, 16. Mai 2007, Regie: Thomas Jonigk
- Diesseits – Uraufführung. Düsseldorfer Schauspielhaus, 6. Oktober 2007, Regie: Stephan Rottkamp
- Donna Davison – Uraufführung. Deutsches Theater Berlin, 30. Januar 2009, Regie: Hanna Rudolph
- Martin Salander – Nach dem Roman von Gottfried Keller Uraufführung. Schauspielhaus Zürich, 18. September 2009, Regie: Stefan Bachmann
- Ach, da bist du ja! – Uraufführung. Düsseldorfer Schauspielhaus, 10. Januar 2010, Regie: Stefan Bachmann
- Weiter träumen – Uraufführung. Schauspielhaus Zürich, 22. Oktober 2011, Regie: Christof Loy
- Wir werden uns nie wiedersehen – Uraufführung im Rahmen des 35. Stückemarkts Berlin, Pan Am Lounge, 9. Mai 2013, Regie/Einrichtung: Stephan Kimmig
- Mephisto, Schauspiel von Thomas Jonigk nach Klaus Mann – Uraufführung im Staatstheater Kassel, 24. Januar 2020[2]

Romane
- Jupiter – Residenz-Verlag Salzburg/Wien 1999 – Einladung mit „Jupiter“ zum Ingeborg-Bachmann-Literaturwettbewerb 1999 in Klagenfurt (23.–27. Juni 1999). Einladende Jurorin: Silvia Bovenschen.
- Vierzig Tage – Literaturverlag Droschl Graz/Wien 2006.
- Melodram – Literaturverlag Droschl Graz/Wien 2013.
- Liebesgeschichte – Literaturverlag Droschl, Graz 2016, ISBN 978-3-85420-975-1.

Libretti
- Heliogabal – Uraufführung. Ruhr-Triennale, 8. Mai 2003, Gebläsehalle Duisburg, Komposition: Peter Vermeersch, Regie: Roy Faudree
- Hommage à Klaus Nomi – Uraufführung. Märzmusik, 7. März 2008, Haus der Berliner Festspiele, Komposition: Olga Neuwirth u. Klaus Nomi, Regie: Ulrike Ottinger
- Les vêpres siciliennes – Jahreszeiten – (Ballett-Libretto) Uraufführung (Jahreszeiten). De Nederlandse Opera Amsterdam – Koproduktion mit dem Grand Théâtre de Genève, 10. September 2010, Komposition: Giuseppe Verdi, Choreographie: Thomas Wilhelm, Regie: Christof Loy
- Der Sandmann – Uraufführung. Theater Basel, 20. Oktober 2012, Komposition: Andrea Lorenzo Scartazzini, Regie Christof Loy
- Edward II. – Uraufführung. Deutsche Oper Berlin, Februar 2017, Komposition: Andrea Lorenzo Scartazzini, Regie Christof Loy

Drehbücher
- Was ich von ihr weiß – Kinospielfilm, 2005, Regie: Maren-Kea Freese. Produktion CAMEO, Köln, ZDF Kleines Fernsehspiel. DVD: Renaissance Medien 2006
- Düsseldorf, mon amour – Zehnteilige, halbdokumentarische Fernsehserie, 2008/09, Regie: Luk Perceval, Produktion Düsseldorfer Schauspielhaus, ZDF Theaterkanal, Ausstrahlung auf ZDF Theaterkanal 2009/10

Hörspiel
- Machtübernahme – Erstsendung: WDR 1995
- Vaterfrühling – Erstsendung: WDR 1996

## Preise und Auszeichnungen
- Preis der Frankfurter Autorenstiftung (1993)
- Nachwuchsdramatiker des Jahres „Theater heute“ (1995)
- „Stücke“-Förderpreis des Goethe-Instituts für „Du sollst mir Enkel schenken“ (1995)
- Drama-Logue Critics Award for Outstanding Achievement in Theater für dasselbe Stück (1997)